# الكلية الوطنية الويلزية
تأسست الكلية الوطنية الويلزية (بالإنجليزية: Welsh National College) المعروفة باللغتين الويلزية والإنجليزية ببساطة باسم كلية، في عام 2011 من قبل الحكومة الويلزية للعمل مع الجامعات في ويلز لتطوير دورات وموارد اللغة الويلزية للطلاب، كما أنها تقدم دورات دراسية متوسطة ومنح دراسية وبحوث في ويلز في جامعات ويلز. على الرغم من وجود مقرها الرئيسي في كارمارثين، إلا أن الكُلية ليس لديها حرم جامعي خاص بها، ولكنها تعمل من خلال عدد من الفروع عبر الجامعات في ويلز. إنها مؤسسة خيرية معترف بها. الهدف من الفروع هو دعم عمل الكلية والعمل كنقطة اتصال للطلاب. الرئيس التنفيذي هو الدكتور إيوان ماثيوز  والرئيس هو أندرو جرين.
جميع الجامعات في ويلز تدرس دورات في اللغة الويلزية. حصلت جامعات أبيريستويث، وكارديف، وبانجور، وسوانسي على مقاعد في ويلز منذ إنشائها، وجميع مدارسهم في ويلز مراكز ناجحة لتدريس اللغة الويلزية وآدابها، حيث تقدم درجة البكالوريوس في اللّغة الويلزية بالإضافة إلى دورات الدراسات العليا. 
بعد التزام تم التعهد به في الحكومة الائتلافية في ويلز بين حزب العمل وحزب بليد كيمرو، تم تأسيس الكلية الوطنية الويلزية. منذ عام 2011، موّلت الكلية 115 محاضرًا يقومون بالتدريس من خلال اللغة الويلزية في مواد تتراوح بين القانون واللغات الحديثة والعلوم الاجتماعية وأيضًا العلوم الأخرى مثل علوم الأحياء. هناك أيضًا مجلة أكاديمية ويلزية متوسطة تسمى ويرنون (بالعربيّة: الواحة) وهي عبارة عن منصة للبحث الأكاديمي باللغة الويلزية ويتم نشرها كل ثلاثة أشهر. نما اختيار الدورات الويلزية المتوسطة بشكل كبير خلال السنوات الأخيرة، وهناك حاليًا (يوليو 2013) أكثر من 500 درجة مختلفة متاحة للطلاب الويلزيين المتوسطين، إلى جانب 150 منحة جامعية تُمنح للطلاب كل عام.
هذه هي المرة الأولى التي تخطط فيها أي منظمة لتوفير التعليم الويلزي المتوسط على المستوى الوطني للطلاب. من خلال العمل مع جميع الجامعات في ويلز، تهدف الكلية إلى تعزيز الدورات الحالية وتطوير درجات جديدة في مواقع وتخصصات جديدة في جميع أنحاء البلاد.
في أبريل 2014، أعلنت الكلية أنها عينت مارك هاينز كمسؤول ويكيبيدي مقيم.

## ويرنون
ويرنون هي مجلة إلكترونية أكاديمية تنشر أبحاثًا علمية في الآداب والعلوم الإنسانية والعلوم مرتين سنويًا وتتوافق مع إرشادات إطار التميز البحثي لعام 2014. تحاول المجلة تحفيز وتشجيع المناقشة الأكاديمية من الدرجة الأولى عبر مجموعة واسعة من الموضوعات قدر الإمكان من خلال اللغة الويلزية كوسيلة، وبالتالي إنشاء مخزن من المواد ليستخدمها طلاب البحث والأكاديميين.نشرت الطبعة الأولى في أبريل 2007، وكان تطورًا مهمًا للغاية من حيث ضمان نشر المزيد والمزيد من مواد البحث الأكاديمي المتوسط الويلزي. يعدّ البروفيسور إيوان ويليامز هو محرر ويرنون.

## بورث
تسمح منصة التعلم بورث (بالعربية: البوابة) للجامعات بمشاركة المصادر الويلزية المتوسطة عبر ويلز. يمكن للطلاب الوصول إلى عدد من الموارد الجديدة، بما في ذلك:
- فتح موارد المحتوى التي تتضمن سلسلة من قواميس الموضوعات للطلاب.
- الدورات والوحدات الدراسية ذات الصلة بدرجات معينة من التعليم إلى علوم الأحياء.
- معرض الويب الذي يحتوي على مواقع الويب ذات الصلة التي تهم الطلاب الذين يدرسون المواد من خلال اللغة الويلزية.
- مقاطع الفيديو التي توفر معلومات حول مناطق محددة.

## آي تيونز يو
هذا موقع خاص للطلاب متوسطي اللغة الويلزية يقدم دورات مصادر يمكن تنزيلها على أجهزة الآي باد والحواسيب الشخصية وحواسيب الماك من خلال آي تيونز.

## المنح الدراسية
في كل عام تمنح الكلية حوالي 150 منحة دراسية للطلاب الجامعيين الذين سيتابعون دورات للحصول على درجات علمية في الجامعات عبر ويلز والتي يوجد منها نوعان من المنح الدراسية-المنح الدراسية الرائدة والمنح التحفيزية. المنح الدراسية الرائدة مخصصة للطلاب الذين يدرسون ما لا يقل عن ثلثي دورة شهادتهم من خلال وسيط ويلزي. تبلغ قيمتها 3000 جنيه إسترليني على مدار ثلاث سنوات (1000 جنيه إسترليني سنويًا). ما يقرب من 300 دورة دراسية مختلفة تحتوي الآن على ما يكفي من المواد الويلزية المتوسطة لتكون مؤهلة للحصول على المنح الدراسية الرائدة.
المنح الدراسية الحافزة متاحة للطلاب الذين يعتزمون دراسة دورة دراسية معينة في أحد المجالات الأكاديمية العشرة التالية: الجغرافيا، وعلم الأحياء وعلوم البيئة، والأعمال التجارية والإدارة، والعمل الاجتماعي، وعلوم الرياضة والدراسات، والقانون، والعلوم الصحية، واللغات الحديثة، الرياضيات والفيزياء وعلم النفس والكيمياء. تقدم هذه المنح الدراسية 500 جنيه إسترليني سنويًا (أو 1500 جنيه إسترليني على مدار ثلاث سنوات) لدراسة ما لا يقل عن ثلث دورة الشهادة من خلال اللغة الويلزية.